# Rugby Silea 2002-2003

## Rosa
La rosa giocatori non è completa.

## Super 10 2002-03

### Stagione regolare
| Incontro                  | Andata | Ritorno |
| ------------------------- | ------ | ------- |
| Silea — GRAN Parma        | 14-18  | 0-24    |
| Benetton — Silea          | 32-19  | 62-10   |
| Silea — Amat. & Calvisano | 13-47  | 11-42   |
| Viadana — Silea           | 49-40  | 38-9    |
| Silea — Parma             | 18-26  | 14-12   |
| Petrarca — Silea          | 45-26  | 31-10   |
| Rugby Roma — Silea        | 20-13  | 13-25   |
| Silea — L’Aquila          | 12-12  | 19-22   |
| Rovigo — Silea            | 24-16  | 20-33   |

#### Risultati della stagione regolare
| Posizione | G  | V | N | P  | PF  | PS  | DP   | B | Pt |
| --------- | -- | - | - | -- | --- | --- | ---- | - | -- |
| 10ª       | 18 | 3 | 1 | 14 | 302 | 537 | -235 | 5 | 19 |

## Coppa Italia 2002-03

### Prima fase
| Incontro           | Risultato |
| ------------------ | --------- |
| Benetton — Silea   | 21-20     |
| GRAN Parma — Silea | 30-15     |
| Silea — Rovigo     | 29-53     |

#### Risultati della prima fase
| Posizione | G | V | N | P | PF | PS  | DP  | B | Pt |
| --------- | - | - | - | - | -- | --- | --- | - | -- |
| 4ª        | 3 | 0 | 0 | 3 | 64 | 104 | -40 | 1 | 1  |

## European Challenge Cup 2002-03

### Sedicesimi di finale
| Incontro         | Andata | Ritorno |
| ---------------- | ------ | ------- |
| Silea — Narbonne | 23-34  | 14-41   |

## European Shield 2002-03

### Ottavi di finale
| Incontro               | Andata | Ritorno |
| ---------------------- | ------ | ------- |
| Mont-de-Marsan — Silea | 17-7   | 32-17   |

## Verdetti
- Silea retrocessa in serie A.